# زمين سنغ (شميل)
زمین سنغ (بالفارسية: زمین سنگ) هي قرية تقع في إيران في قسم شمیل الريفي. يقدر عدد سكانها بـ 1,551 نسمة .